# Солфорд

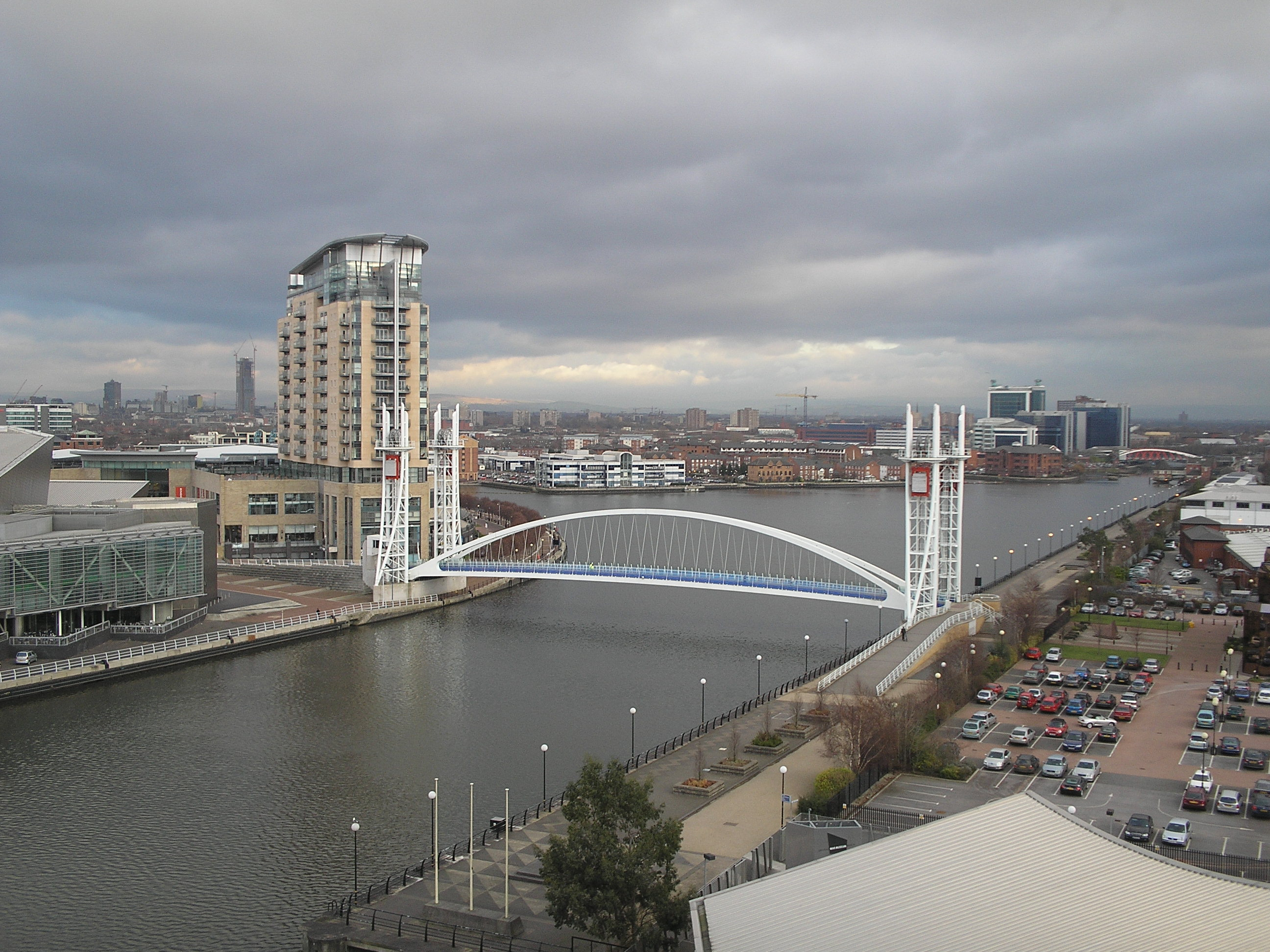
Вид на Солфорд и Манчестер с запада

Со́лфорд (англ. Salford) — город в Великобритании, расположенный на северо-западе Англии в составе графства Большой Манчестер. Лежит в излучине реки Эруэлл, которая является восточной границей Солфорда, отделяя его от самого Манчестера. Вместе с рядом поселений к западу от самого Солфорда он образует одноимённый муниципалитет, административный центр которого находится в Суинтоне. Солфорд получил статус города в 1926 году. Население составляет 72 750 человек, а площадь — 21 км².

## История
Исторически Солфорд входит в графство Ланкашир и является центром сотни Солфордшир. Около 1230 года Солфорд стал городским поселением, получив хартию от Ранульфа, графа Честера. Изначально Солфорд был более крупным и значительным городом, чем соседний Манчестер, однако большинство источников согласны, что после промышленной революции города «поменялись местами».
В XVIII и XIX веках Солфорд становится крупным промышленным центром и портом. Основой экономики Солфорда были ткацкие предприятия, производившие шёлковые и хлопковые ткани. В Солфорде также размещались крупные доки Судоходного канала Манчестера. Упадок промышленности во второй половине XX века ослабил экономику Солфорда. Сейчас город сочетает возрождённые центральные зоны с бедными районами с крайне высоким для Англии уровнем преступности. В 1999 году до Солфордской набережной из Манчестера пущена линия современной трамвайно-легкорельсовой системы Manchester Metrolink, которая будет продлена далее в Солфорд.
Собор Святого Иоанна Евангелиста является центром католической епархии Солфорда. В городе имеется университет, здесь также расположена первая в мире бесплатная общественная библиотека. Солфордская Чэпел-стрит в 1806 году стала первой в мире улицей с газовым освещением.

## Известные уроженцы и жители
- Пол Скоулз — известный английский футболист, полузащитник «Манчестер Юнайтед» и сборной Англии
- Юэн Макколл — певец и композитор
- Лоуренс Стивен Лаури (1887—1976) — британский художник, в городе существует Центр Лаури, где в экспозиции представлено более 300 работ живописца
- Тони Уилсон —  Основатель манчестерского музыкального лейбла Factory Records и владелец легендарного диско-клуба Hacienda
- Бернард Самнер — гитарист и клавишник группы Joy Division, впоследствии вокалист и гитарист группы New Order, совладелец диско-клуба Hacienda

## В массовой культуре
В 1949 году уроженцем Солфорда Юэном МакКоллом была написана песня «Dirty Old Town», в которой Солфорд изображался как грязный, старый, индустриальный город.

## Города-побратимы
- Клермон-Ферран, Франция